# 1874 год в кино

## Событие
- 9 декабря — Пьер Жюль Жансен стал режиссёром фильма «Транзит Венеры»

## Фильм
- «Транзит Венеры» (фр. Passage de Vénus), Япония и Франция (реж. Пьер Жюль Жансен)